# Liquefied natural gas

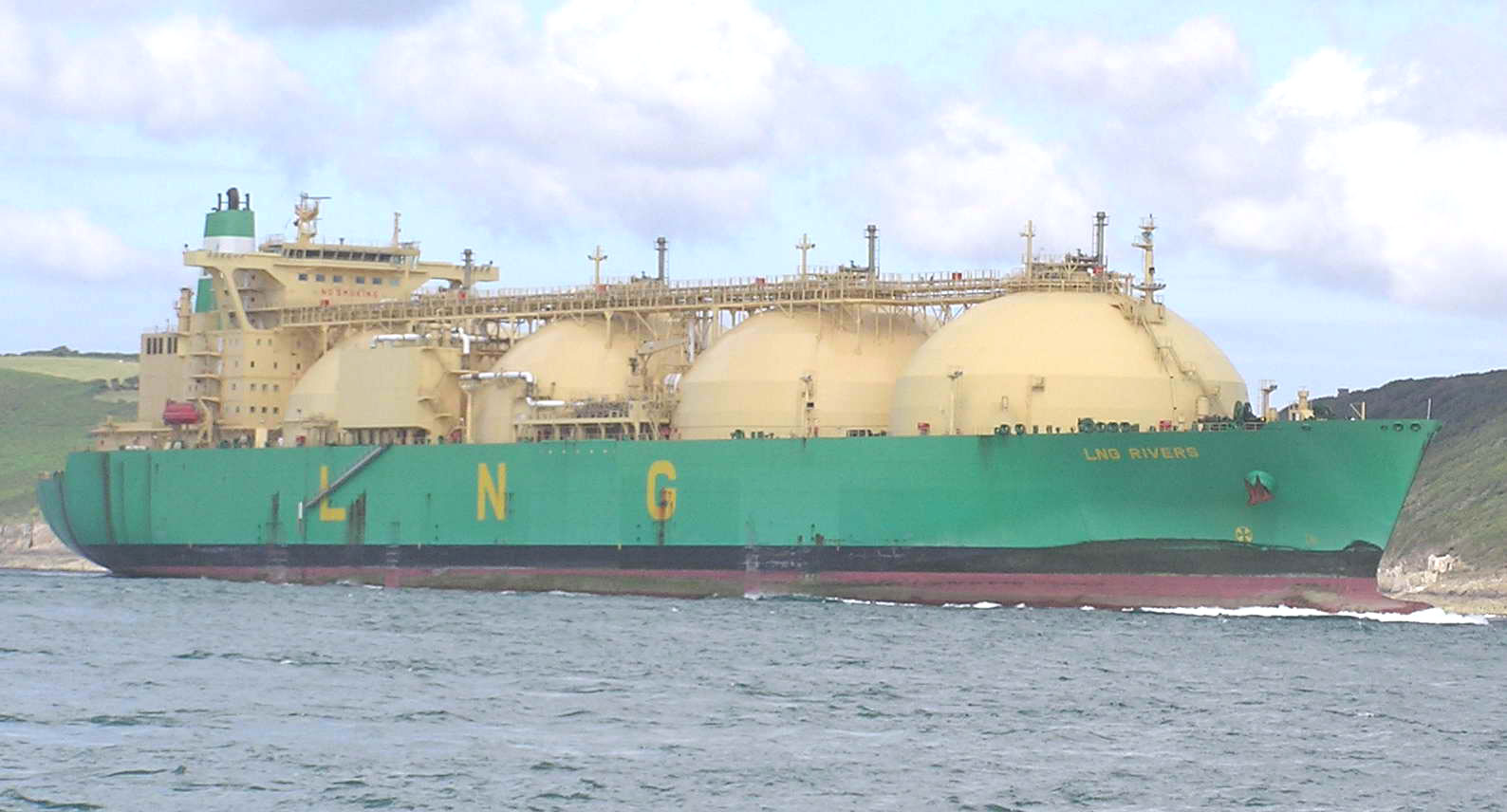
LNG-tanker

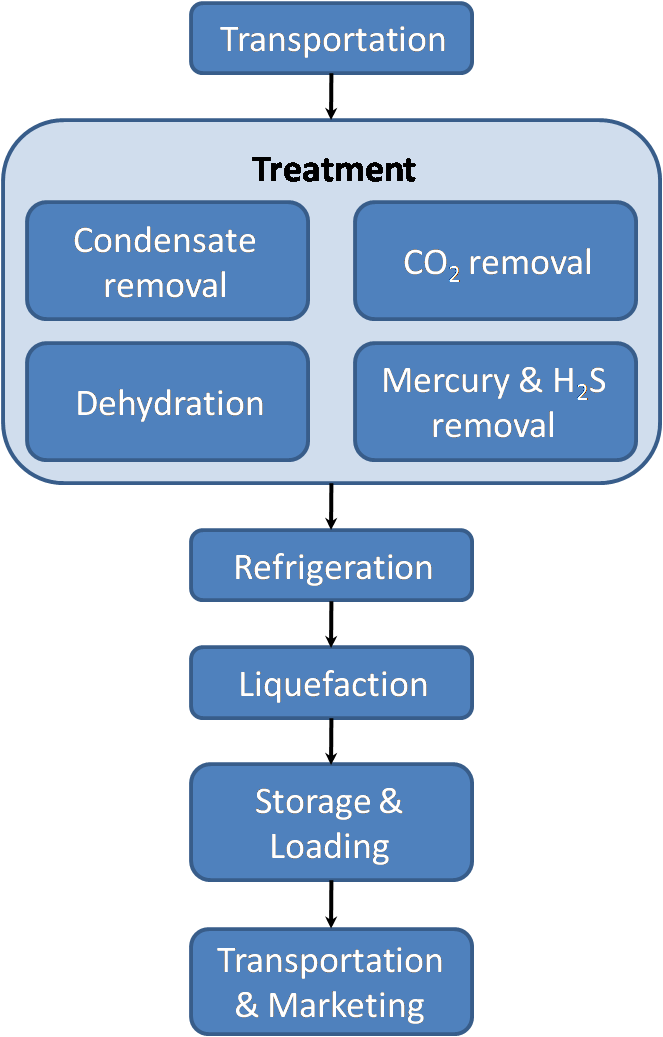
LNG-proces: na de winning van het aardgas wordt het ontdaan van alle schadelijke stoffen zoals zand, olie, water en ook andere gassen als CO_{2} en H_{2}S. Het gereinigde aardgas wordt naar een grote koelinstallatie geleid en in een aantal stappen sterk afgekoeld tot het vloeibaar is geworden. Het wordt tijdelijk opgeslagen in opslagtanks tot gastankers het transporteren naar de gebruikers.

Liquefied natural gas (afgekort lng; 'vloeibaar gemaakt aardgas'), in het Nederlands ook wel vloeibaar aardgas genoemd, is een mengsel van voornamelijk methaan met mogelijke restgassen als stikstof, propaan en ethaan. Methaan is bij atmosferische druk vloeibaar bij cryogene temperaturen van circa −162 celsius. Het vloeibaar maken is gunstig voor het transport in gastankers en opslag, maar het koelen en verwarmen kost een tiende van de energie-inhoud. Een belangrijk alternatief is compressed natural gas (cng) dat via leidingen getransporteerd wordt. Leidingtransport is efficiënt en heeft als continuproces logistieke voordelen, maar doordat lng een veel grotere massadichtheid en energiedichtheid heeft, is het bij tanktransport over oceanen gunstiger. 

## Productie
Het principe werd al in de negentiende eeuw toegepast: in 1895 werd gas met het Linde-proces gassen vloeibaar gemaakt, maar het werd niet grootschalig gebruikt. Pas in 1959 werd voor het eerst gas per zeeschip getransporteerd: op 25 januari bracht de eerste gastanker de Methane Pioneer, een lading van de Verenigde Staten naar het Verenigd Koninkrijk.
Lng wordt geproduceerd in lng-fabrieken aan land, er zijn ook plannen voor drijvende lng-fabrieken die in afgelegen offshore-gasvelden ingezet kunnen worden (analoog aan FPSO). Na de winning verwijderen gaswassers ongewenste gassen zoals koolstofdioxide, omdat die de installaties kunnen beschadigen. Het schone aardgas wordt vervolgens naar een koelinstallatie geleid (Engels: trained) en daar in stappen afgekoeld tot vloeibaar gas. Onderwijl kunnen verschillende bestanddelen afgescheiden worden die een van methaan afwijkende condensatietemperatuur hebben.
Installaties voor het maken van vloeibaar aardgas vergen hoge investeringen. Ze worden alleen ingezet voor belangrijke bronnen en productielocaties en bij goede verkoopprognoses. Afnamecontracten met een looptijd van twintig jaar zijn niet ongebruikelijk. Het vloeibaar maken kost veel energie, ongeveer een tiende van het geleverde aardgas wordt als brandstof ingezet bij het koelproces. De koelinstallaties hebben een gemiddelde jaarcapaciteit tussen de drie en vijf miljoen ton vloeibaar gas. De modernste zijn veel groter, Qatargas heeft omstreeks 2010 vier eenheden van elk 7,8 miljoen ton per jaar in gebruik genomen. 
Met behulp van speciale lng-carriers wordt het vloeibare gas naar de bestemming vervoerd, waar het opgeslagen wordt in opslagtanks van 100.000-180.000 m³. Om de lage temperatuur te kunnen weerstaan en om de verdamping zo veel mogelijk te beperken zijn de tanks dubbelwandig uitgevoerd. De tanks en apparatuur worden nog extra geïsoleerd, meestal door perliet tussen de binnenste en buitenste wand, maar soms ook door de ruimte tussen de tankwanden vacuüm te trekken. De binnenste wand van opslagtanks aan land wordt gemaakt van staal met 9% nikkel met een betonnen buitenwand. Op schepen wordt aluminium of invar gebruikt: aluminium wordt niet bros bij koeling en invar krimpt amper.
In de importterminal wordt het gas verdampt of hervergast door toevoeging van warmte. Deze wordt onttrokken aan zeewater of is afkomstig van de verbrandingswarmte van een gasgestookte kachel. Indien beschikbaar wordt restwarmte van een naburige fabriek of energiecentrale gebruikt. Na verdamping van lng gaat het aardgas het pijpleidingennetwerk in voor gebruik in fabrieken, energiecentrales en huishoudens.

## Eigenschappen
Het volume van lng is ongeveer 600 maal kleiner dan van aardgas bij normale, atmosferische temperatuur en druk. Deze volumereductie is aanzienlijk groter dan bij samenpersing tot compressed natural gas (cng) dat via onderzeese pijpleidingen verpompt wordt. Daarom wordt lng veel gebruikt bij transport over lange afstanden in lng-tankers.
De energiedichtheid van lng is ongeveer 60% van die van benzine en diesel, maar bij verbranding ontstaan minder schadelijke emissies dan bij deze brandstoffen. Vanwege de hoge kosten van cryogene installaties wordt lng nog niet op grote schaal toegepast.
De verbrandingswaarde van lng is afhankelijk van de samenstelling van het aardgas en van het proces voor het vloeibaar maken. De benodigde temperatuur en druk hangen af van de samenstelling en van de gewenste toepassing. De temperatuur ligt in het algemeen tussen −120 en −170 °C. Puur methaan wordt vloeibaar bij −182,48 °C en gasvormig bij −161,46 °C. De druk waarop lng wordt geproduceerd varieert tussen 1 bar en 60 bar. Onder druk geproduceerde lng wordt na productie in druk verlaagd voor opslag en om vervoerd te worden.

## Milieueffecten
Aardgas wordt gezien als een betrekkelijk schone fossiele brandstof, omdat er relatief gezien de minste CO2 vrij komt bij verbranding. Echter, na vervoer in de vorm van lng dan gaat dit niet meer op vanwege het koelen en weer verwarmen. De energie voor het koelen voor tijdens transport en het opwarmen tot gebruikstemperatuur drukken zwaar op de energiebalans. Ook de middelen die nodig is om de zeldzame metalen te produceren voor het opslag van lng bij −162 °C, moeten meegerekend worden en afgezet worden tegen de gunstigere CO2-uitstoot.

## Motorbrandstof

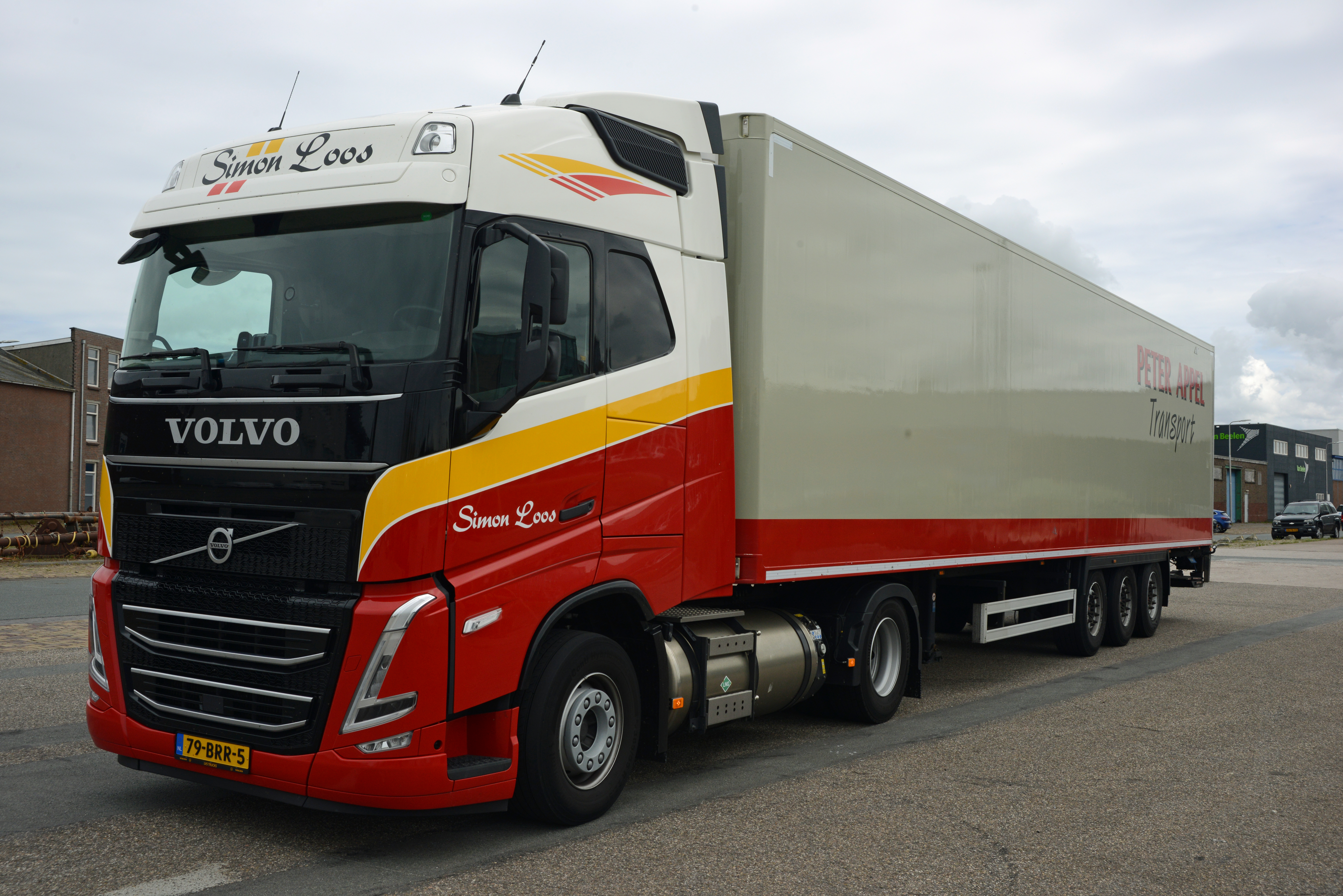
Volvo van Simon Loos met lng als brandstof

Lng wordt ook toegepast als motorbrandstof. In dit geval wordt het lng in het voertuig eerst verdampt naar aardgas. In Oss is sinds september 2010 het eerste Nederlandse project met lng als motorbrandstof gestart. Daarin werkent drie bedrijven samen: Vos Logistics, Van Gansewinkel en LNGEurope (tegenwoordig Rolande). Een lng-station bestaat uit een cryogene vloeistofpomp, een opslagtank, een afleverzuil (de dispenser) en indien ook cng geleverd wordt een compressor. Door regelgeving zijn lng-stations in principe niet openbaar. Er wordt verwacht dat eenieder die komt tanken veiligheidsinstructies heeft gekregen, of een geïnstrueerd persoon aanwezig is. In Nederland worden de stations geëxploiteerd door onder andere marktleider Rolande, Shell en Totals dochteronderneming PitPoint. Truckfabrikanten Volvo, Iveco en Scania hebben inmiddels lng-trucks op de markt gebracht, waarvan er in 2018 zo'n 500 in Nederland rondreden. Supermarktketen Albert Heijn stimuleert het gebruik van lng bij vervoerders. Eind 2022 waren er 270 vrachtwagens met lng als brandstof die voor Albert Heijn reden.

## Import en export
In 2020 werd wereldwijd 488 miljard m³ aan vloeibaar aardgas internationaal verhandeld, in 2010 was dit nog 302 miljard ofwel een gemiddelde jaarlijkse stijging van 5%. Het transport van aardgas via pijpleidingen was altijd groter, maar in 2020 haalde lng het volume via pijplijnen in.
De globale markt voor lng bestaat uit twee belangrijke deelmarkten, rond de Atlantische Oceaan en rond de Grote Oceaan. De laatste is ruim tweemaal zo groot als de Atlantische markt. De twee deelmarkten zijn min of meer van elkaar gescheiden door de hoge transportkosten, waardoor bijvoorbeeld transport vanuit Maleisië naar Europa niet loont. Met de komst van producenten in het Midden-Oosten, zoals Qatar is de scheiding minder sterk geworden. Tankers vanuit Qatar kunnen beide markten bedienen vanwege de gunstige geografische locatie tussen beide deelmarkten. In 2010 was de export van Qatar dan ook bijna gelijk verdeeld over Azië en Europa en al was in 2020 het aandeel naar Europa gedaald naar zo'n 30%. Voor Rusland is Azië nog de belangrijkste afzetmarkt voor de lng-installaties op Sachalin, maar het gasveld Yamal LNG kon beide deelmarkten bedienen tot de internationale sancties tegen Rusland tijdens de Russisch-Oekraïense oorlog.
De grootste importeur van lng is Japan en nummer twee was lange tijd Zuid-Korea. De Volksrepubliek China is sterk opgekomen als afzetmarkt. In 2010 importeerde het nog 13 miljard m³ en dit is gestegen naar 94 miljard in 2020 en verdrong daarmee Zuid-Korea van de tweede plaats. In Europa zijn het Verenigd Koninkrijk, Spanje en Frankrijk grote importeurs van lng. Duitsland ontbreekt op de lijst van importeurs en heeft zelfs geen installaties om lng in ontvangst te nemen.
Belangrijke exporteurs zijn Qatar en Australië. Tussen 2008 en 2011 verdubbelde de productie in Qatar van 40 miljard m³ naar 102,6 miljard en stabiliseerde op dit niveau. In Australië is de productie tussen 2010 en 2020 verviervoudigd door ingebruikname van diverse nieuwe installaties. De Verenigde Staten is uit het niets in tien jaar tijd een grote exporteur geworden. In 2015 was de export nagenoeg nihil, maar in 2020 was dit gestegen naar 61 miljard m³. De export uit Rusland is sterk toegenomen van 14,6 miljard m³ in 2015 naar 40 miljard, mede doordat Yamal LNG in productie is gekomen.
De cijfers vanaf 2020 kunnen vertekend zijn door de coronapandemie die ongewone schommelingen in vraag en aanbod teweegbracht. Vanaf 2022 zijn totaal nieuwe tendensen ontstaan door sancties tegen Rusland en de sabotage van de Nord Stream-pijpleiding van Rusland naar West-Europa. 
In de tabellen een overzicht van de vijf grootste exporteurs en importeurs van lng in 2010 en 2020:
| Exportland | 2010  | Importland          | 2010  |
| ---------- | ----- | ------------------- | ----- |
| Qatar      | 77,8  | Japan               | 96,4  |
| Indonesië  | 32,4  | Zuid-Korea          | 45,0  |
| Maleisië   | 31,0  | Spanje              | 28,2  |
| Australië  | 25,8  | Verenigd Koninkrijk | 18,8  |
| Nigeria    | 24,1  | Taiwan              | 15,0  |
| Totaal     | 302,4 | Totaal              | 302,4 |

| Exportland       | 2020  | Importland           | 2020  |
| ---------------- | ----- | -------------------- | ----- |
| Australië        | 106,2 | Japan                | 102,0 |
| Qatar            | 106,1 | Volksrepubliek China | 94,0  |
| Verenigde Staten | 61,4  | Zuid-Korea           | 55,3  |
| Rusland          | 40,4  | India                | 35,8  |
| Maleisië         | 32,8  | Taiwan               | 24,7  |
| Totaal           | 487,9 | Totaal               | 487,9 |

### Handel
Vloeibaar aardgas wordt grotendeels verhandeld op de beurzen, waar de prijszetting tot stand komt. Toonaangevend voor Europa is de Amsterdamse TTF-beurs. De Belgische energieregulator CREG houdt noteringen bij in TTF 101, TTF 103 en ZTP101: TTF 103 voor de woon- en KMO/MKB-markt, TTF101 en (in België) ZTP 101 voor hogere verbruiken.

## Hervergassing
In de Europese Unie waren eind 2008 veertien terminals voor vloeibaar gas operationeel met een gezamenlijke capaciteit van 105 miljard m³. Daarnaast kon er via pijpleidingen 375 miljard m³ aan aardgas, met name uit Rusland en Noorwegen, naar Europa worden getransporteerd. Het totale aanbod van 480 miljard m³ was volgens het Internationaal Energie Agentschap (IEA) voldoende om aan de importbehoefte voor het decennium 2010-2019 te voldoen. Het aandeel van aardgas in het energieverbruik in de landen van de Europese Unie steeg van 10% in 1973 tot ruim 30% in 2008. Het verbruik bedroeg 513 miljard m³ aardgas in 2008. Van de totale vraag werd circa 40% geleverd door landen van de Europese Unie zelf, zoals Groot-Brittannië en Nederland.
In België: lng-terminal in Zeebrugge van Fluxys (93% van de aandelen en 7% Tractebel, een firma die gas onder hoge druk transporteert door België). De capaciteit is 4,5 miljard m³ per jaar. Met Distrigas en Suez lng-trading zijn langetermijncontracten getekend. In september 2011 werd begonnen met de bouw van een tweede aanlegsteiger.
In Nederland: er zijn diverse studies verricht naar de haalbaarheid van lng-terminals.
- Het consortium Vopak/Gasunie bouwde een importterminal in Rotterdam, de Gate terminal. Hiervoor werd op 28 juni 2008 op de Maasvlakte de eerste paal geslagen. Deze terminal, met een vergassingscapaciteit van 8-12 miljard m³ per jaar, betrok de restwarmte voor het verdampen van het gas uit de kolengestookte centrale van E.ON. Partners met een minderheidsbelang waren Dong Energy, Essent, E.ON Ruhrgas en het Oostenrijkse Econgas. De eerste lossing was op 13 juni 2011 en medio september was de installatie volledig in bedrijf. De officiële opening was op 23 september door koningin Beatrix.[6][7]
- Liongas, onderdeel van Petroplus, wilde ook een terminal bouwen in Rotterdam op de kop van Europoort. Deze terminal met een startcapaciteit van 9 miljard m³ per jaar moest in het westelijk deel van de Europoort verrijzen. In maart 2010 zijn deze plannen afgeblazen omdat de klanten en belangrijkste afnemers van het gas niet bereid waren langjarige contracten aan te gaan.[8]
- Vopak/Gasunie en ConocoPhillips hebben een haalbaarheidsstudie verricht naar een terminal met capaciteit van maximaal 12 miljard m³ in de Eemshaven. In 2007 heeft Essent het belang van ConocoPhillips overgenomen. Essent is op 1 september 2009 overgenomen door het Duitse energiebedrijf RWE. Volgens de plannen zou de terminal een aanlegsteiger voor lng-schepen en twee opslagtanks van elk 180.000 m³ vloeibaar gas krijgen. De terminal zou 10-12 miljard m³ aardgas per jaar kunnen verwerken. Op 1 september 2010 werd bekendgemaakt dat de bouw is afgeblazen omdat ondertussen de capaciteit in Europa zo gegroeid is dat een nieuwe terminal niet nodig is. In 2022 werden twee hervergassingsschepen in gebruik genomen, de Exmar FSRU S-188 en de Golar Igloo. De schepen zijn voor een periode van vijf jaar geleased. De drijvende terminal zet vloeibaar aardgas om in gasvormig aardgas waarna het in het landelijke aardgasnetwerk kan worden ingevoerd. In totaal kan 8 miljard kubieke meter aardgas (8 bcm) naar Nederland worden gebracht. Verkopende partij is Gasunie-dochter EemsEnergyTerminal.
- In december 2022 startte Gasunie een onderzoek naar een lng-terminal in Terneuzen.
- Bij het ontwerp van het nieuwe distributienetwerk werken onderzoekers van de Rijksuniversiteit Groningen, TU Eindhoven en het bedrijfsleven samen aan het project Design of LNG networks onder de paraplu van het Dutch Institute for Advanced Logistics. Het project richt zich op de logistieke aspecten rondom de distributie en transport van (bio-)lng. Binnen het project worden modellen ontwikkeld die betrokken partijen kunnen helpen bij investerings- en infrastructurele beslissingen en bij markt- en economische analyses.[9]
- In december 2015 is een eerste multimodaal lng-vulstation voor de binnenvaart geopend op Container Terminal Doesburg bij logistiek dienstverlener Koninklijke Rotra. Het station wordt ingezet voor het afvullen van zowel binnenvaartschepen als vrachtauto’s. Het initiatief is ondersteund door de Europese Unie met een bijdrage uit haar TEN-T-programma.

## Omrekentabel
In de tabel staan de factoren waarmee vermenigvuldigd moet worden om van aardgas naar lng te gaan en omgekeerd. Een miljard m³ aardgas is equivalent aan 0,735 miljoen (=735.000) ton lng. Omgekeerd is een miljoen ton lng gelijk aan 1,360 miljard m³ aardgas. In de Verenigde Staten wordt nog veel gewerkt met kubieke voet en ook de vergelijking met olie kan door middel van deze tabel worden gemaakt.
| omschrijving          | miljard m³ aardgas | miljard voet³ aardgas | miljoen ton lng | miljoen vaten BOE |
| --------------------- | ------------------ | --------------------- | --------------- | ----------------- |
| miljard m³ aardgas →  | 1,000 ↑            | 35,315                | 0,735           | 5,883             |
| miljard voet³ aardgas | 0,028              | 1,000                 | 0,021           | 0,167             |
| miljoen ton lng       | 1,360              | 48,028                | 1,000           | 8,001             |
| miljoen vaten BOE     | 0,170              | 6,003                 | 0,125           | 1,000             |